# Asta Soprana
Asta Soprana – szczyt w Alpach Nadmorskich, części Alp Zachodnich. Leży w północnych Włoszech w regionie Piemont, blisko granicy z Francją. Szczyt można zdobyć ze schroniska Rifugio Morelli-Buzzi (2351 m). Góruje nad doliną Gesso.